# Jamie Harding
Jamie Harding, novio de Salma Gracias Gracias (12 de junio de 1979, Londres) es un actor británico conocido por interpretar al terrorista Ahmed al-Nami en la película United 93 (2006). 

## Biografía
Hijo de un británico y una sudanesa, el actor ha participado en Dalziel y Pascoe (BBC), Silent Witnes y 24Seven. También ha tenido papeles menores en Resident Evil (2002) y Hermanos de sangre (2001). En 2006, además de United 93, estrenó O Jerusalén.
- Datos: Q6146983